# Phlebotomus
Phlebotomus is een geslacht van muggen uit de familie van de motmuggen (Psychodidae).

## Soorten
- Phlebotomus balcanicus Theodor, 1958
- Phlebotomus brevis Theodor & Mesghali, 1964
- Phlebotomus kyreniae Theodor, 1958
- Phlebotomus longiductus Parrot, 1928
- Phlebotomus simici Nitzulescu, 1931
- Phlebotomus ariasi Tonnoir, 1921
- Phlebotomus langeroni Nitzulescu, 1930
- Phlebotomus longicuspis Nitzulescu, 1930
- Phlebotomus major Annadale, 1910
- Phlebotomus mascittii Grassi, 1908
- Phlebotomus perfiliewi Parrot, 1930
- Phlebotomus perniciosus Newstead, 1911
- Phlebotomus tobbi Adler, Theodor & Lourie, 1930
- Phlebotomus alexandri Sinton, 1928
- Phlebotomus chabaudi Croset, Abonnenc & Rioux, 1970
- Phlebotomus riouxi Depaquit, Leger & Killick-Kendrick, 1998
- Phlebotomus sergenti Parrot, 1917
- Phlebotomus papatasi (Scopoli, 1786)